# Dodge Avenger
Dodge Avenger — седан компанії Dodge D-класу (амер. Mid-size).
В першому поколінні, яке випускалося з 1995 по 2000 рік, Avenger був представлений як 2-дверний купе. Починаючи ж з 2007 року це вже передньопривідний 5-місний седан.

## Перше покоління FJ (1995-2000)

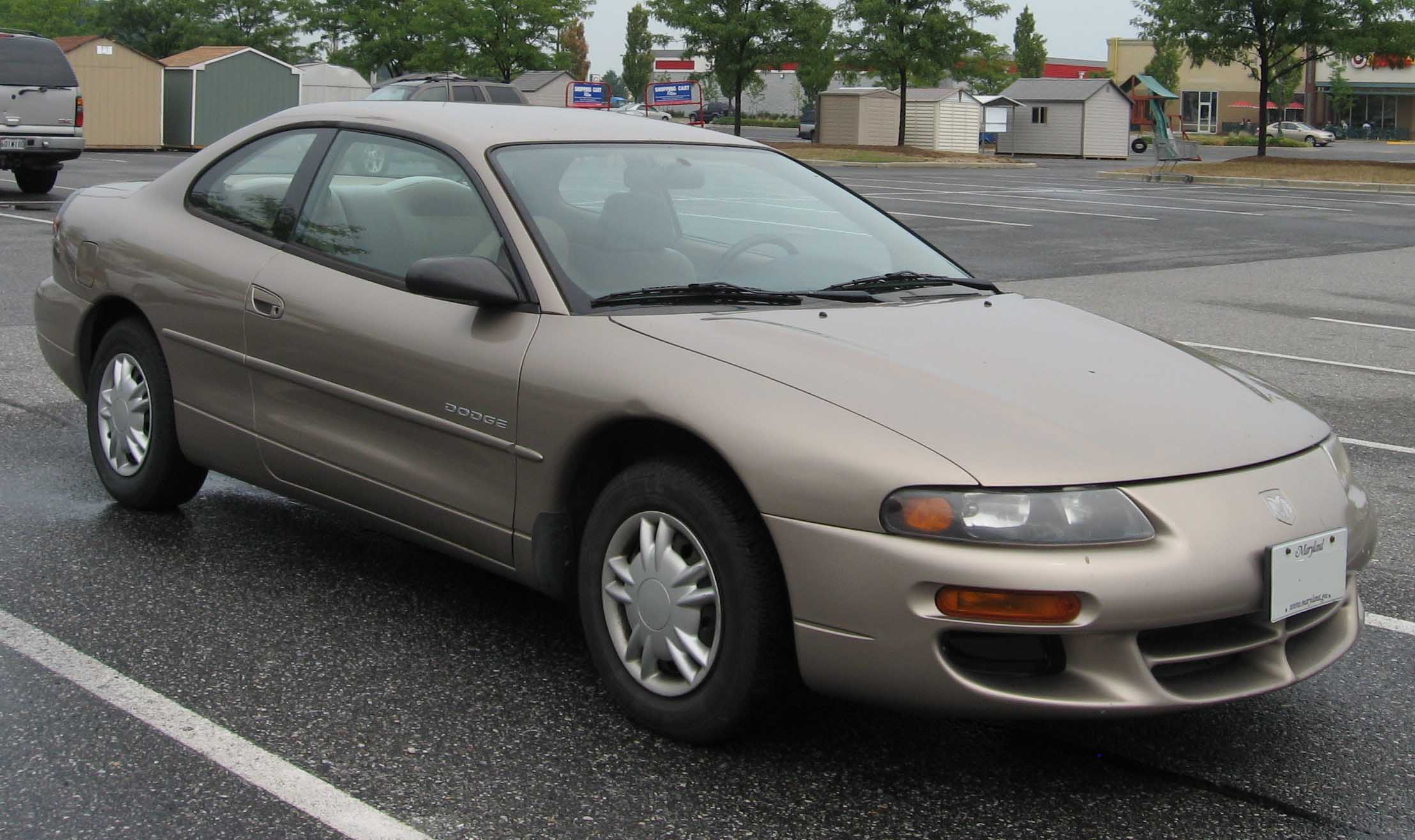
Dodge Avenger FJ (1995-2000)

Після припинення в 1993 році випуску Dodge Daytona, спільним підприємством між Chrysler Corporation і Mitsubishi Motors було розпочато розробку купе на платформі Mitsubishi Galant. В 1994 році були побудовані конструктивно подібні купе Dodge Avenger, Chrysler Sebring, а також Mitsubishi Eclipse і Eagle Talon другого покоління.

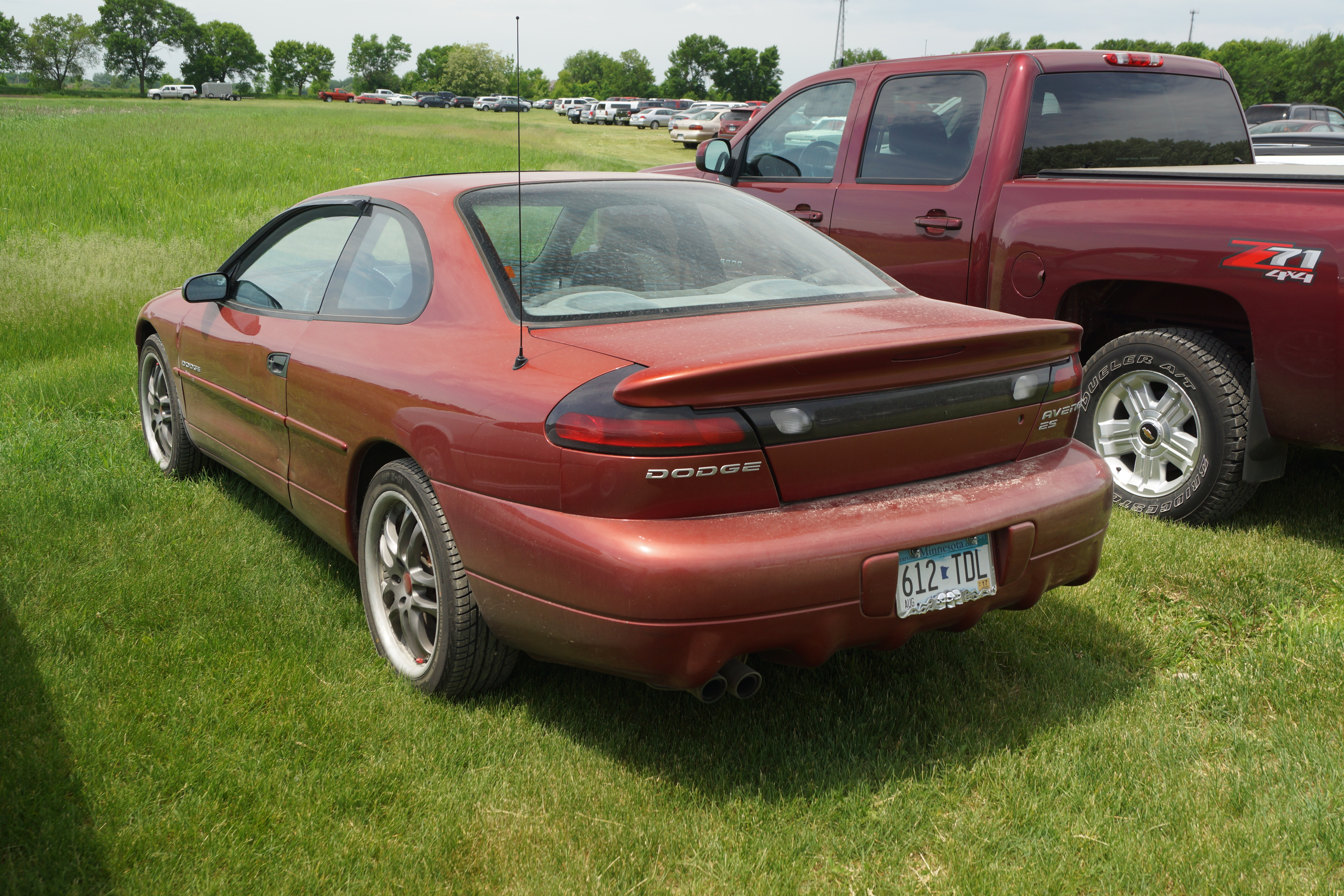

У 2000 році випуск Avenger було припинено і дана модель була замінена на Dodge Stratus купе. Ця модель також було сконструйована з використанням платформи та архітектури Eclipse.

### Двигуни
- 2.0 L 420A I4
- 2.5 L 6G73 V6

## Друге покоління JS (2007-2014)

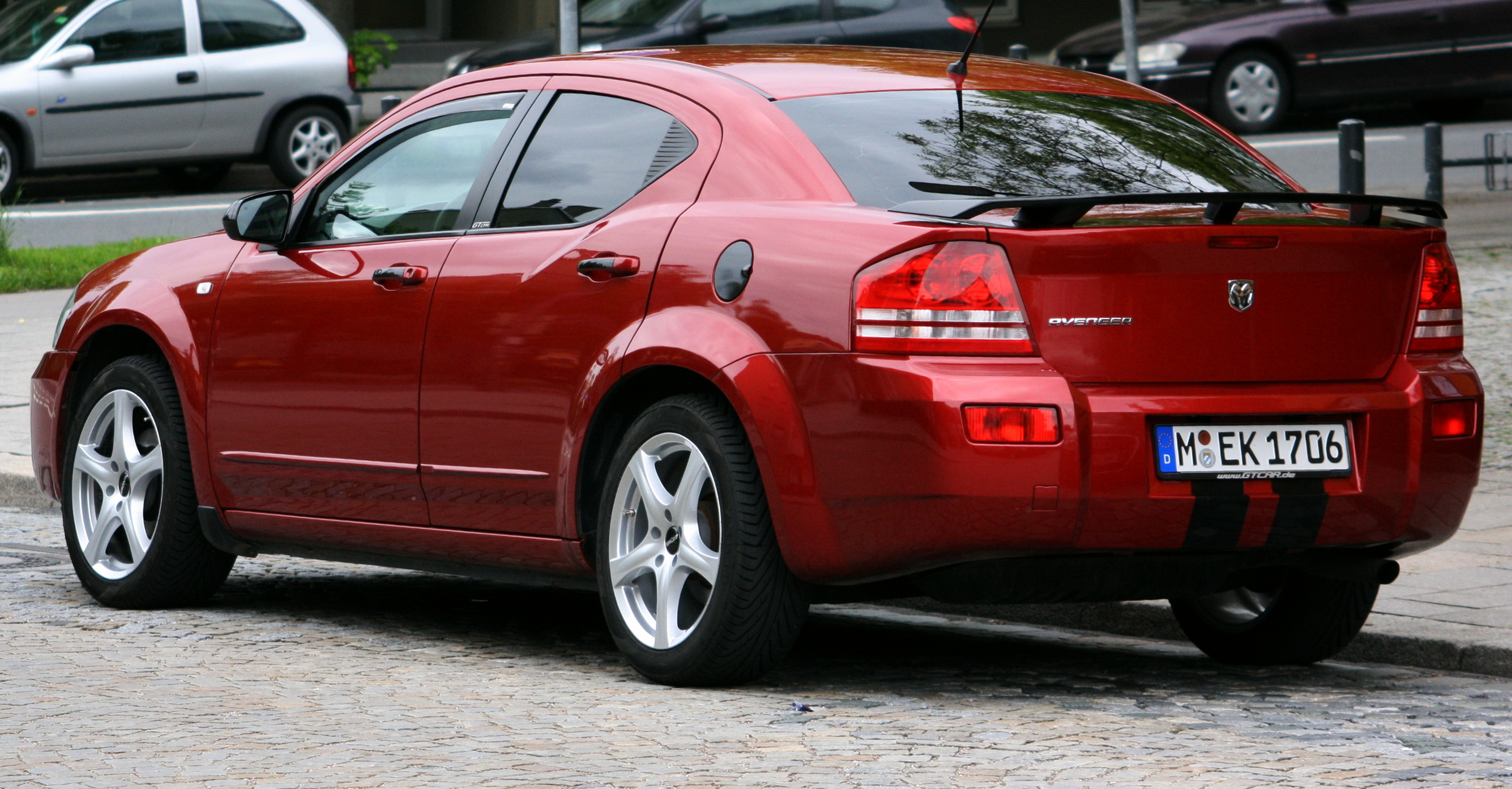
Dodge Avenger JS (2007-2010)

У лютому 2007 року представлене друге покоління моделі в кузові седан, як заміна Dodge Stratus. Автомобіль, як і Chrysler Sebring, створений на передньоприводній платформі Chrysler JS, що спільно розроблена DaimlerChrysler і Mitsubishi Motors. Автомобіль комплектується бензиновими двигунами: 2.0 л World Р4, 2.4 л World Р4, 2.7 л EER V6, 3.5 л EGF V6, 3.6 л Pentastar V6 і тубродизелем 2.0 л VW Р4.

### Продажі в Україні
В 2007-2008 рр. деякі моделі марки Dodge, в тому числі і Avenger, офіційно продавалися і в Україні.

### Рестайлінг 2011 року

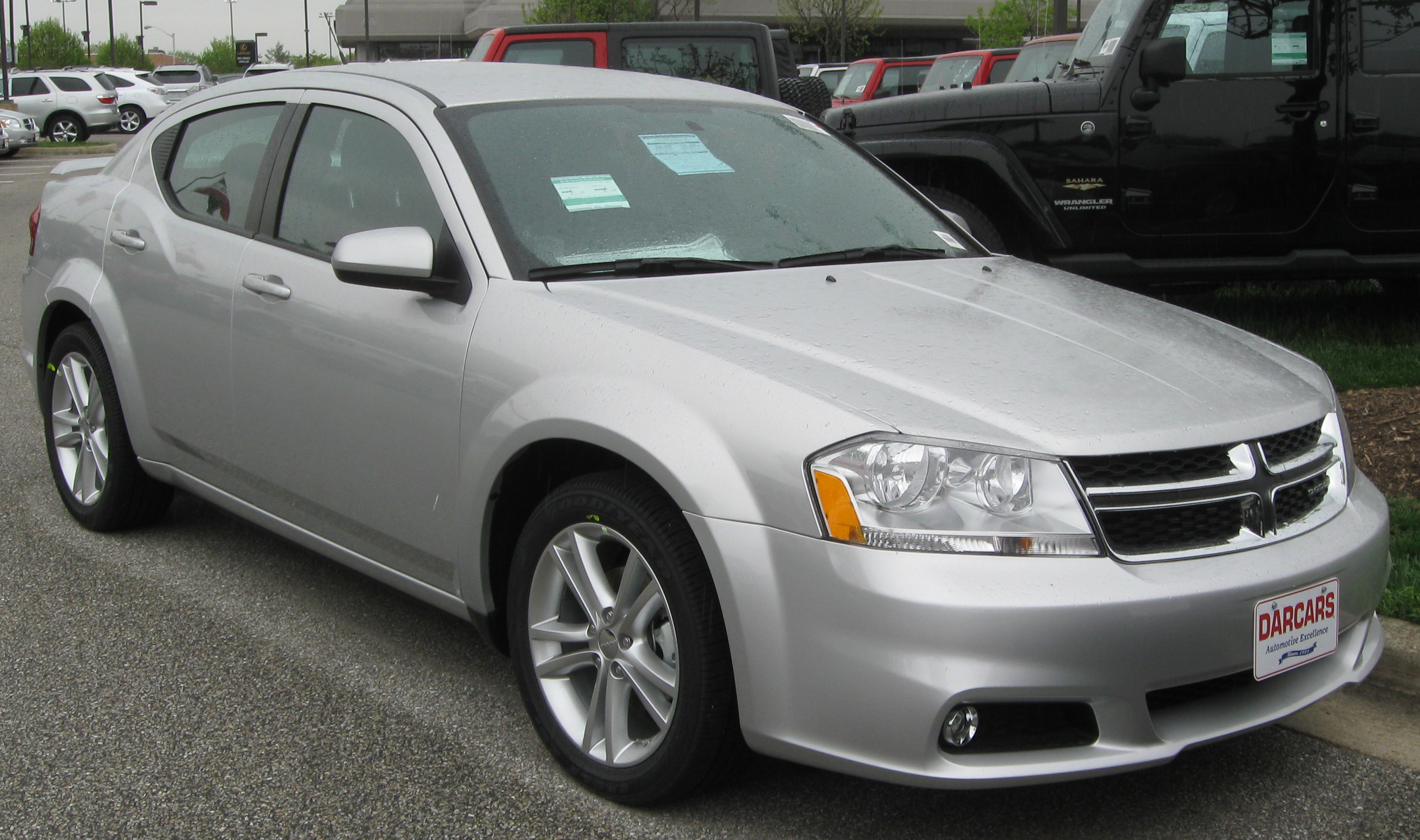
Dodge Avenger JS (2011-2014)

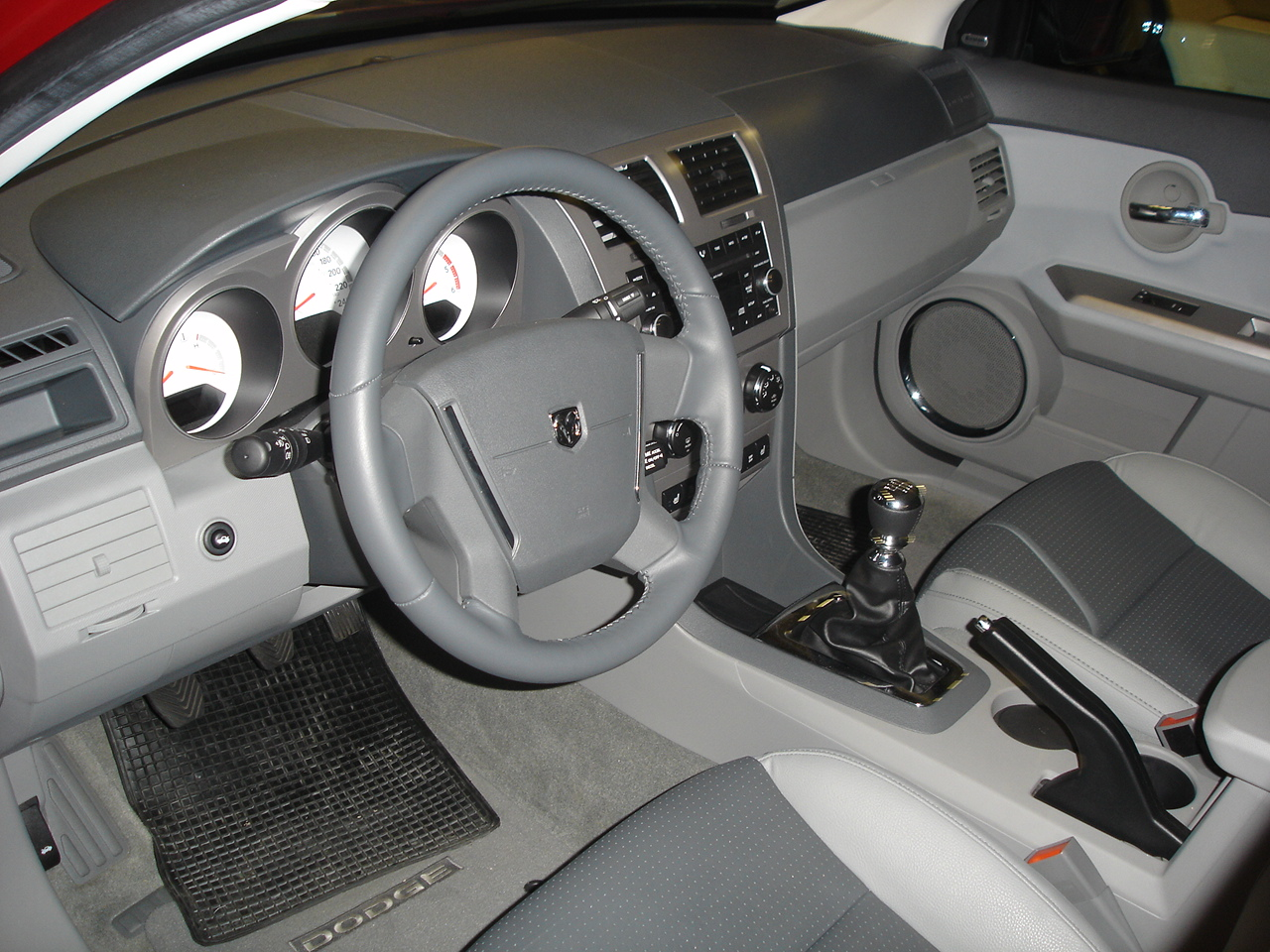

У 2011 році модель модернізували.

### Рестайлінг 2014 року
Останні оновлення відбулись ще у 2014 році, тому більшість його конкурентів вважаються більш сучасним. На даний момент випуск автомобіля припинено. Дизайнери компанії Dodge постарались на славу, створивши: дуже привабливий інтер’єр з витонченими лінями, комфортними сидіннями, гарними кольорами та високоякісними, приємними на дотик матеріалами. 
Базова модель Dodge Avenger SE оснащена: 2.4-літровим чотирициліндровим двигуном, чотириступінчастою автоматичною коробкою передач, системою кондиціонування повітря з функцією фільтрації, телескопічним кермом, водійським сидінням з механічним налаштуванням та задніми сидіннями, які при потребі можна скласти у співвідношенні 60/40. Стандартна аудіо система включає: AM/FM/CD/супутникове радіо з допоміжним входом та чотирма динаміками. Моделі SXT запропонують: шестиступінчасту автоматичну коробку передач, водійське сидіння з вісьмома автоматичними режимами налаштування, автоматичний клімат-контроль та шість динаміків. Топові моделі R/T постачаються з: двигуном Pentastar V6, шкіряними сидіннями, 18-дюймовими алюмінієвими дисками коліс, телефонною системою Uconnect та медіа центром з 6.5-дюймовим екраном, жорстким диском на 40 гіг та шістьма динаміками Boston. 

### Двигуни
- 2.0 L World I4 156 к.с.
- 2.4 L World I4 175 к.с.
- 2.7 L EER V6 186/192 к.с.
- 3.5 L EGF V6 238 к.с.
- 3.6 L Pentastar V6 286 к.с.
- 2.0 L VW I4 turbo diesel 140 к.с.

### Продажі в Пн. Америці
| Рік                  | США     | Канада | Мексика |
| -------------------- | ------- | ------ | ------- |
| 2007                 | 83,804  | 7,067  | 8,091   |
| 2008                 | 61,963  |        | 8,525   |
| 2009                 | 38,922  | 5,533  | 3,592   |
| 2010                 | 50,923  | 3,495  | 3,690   |
| 2011                 | 64,023  | 4,680  | 4,147   |
| 2012                 | 96,890  | 4,858  | 3,748   |
| 2013                 | 93,842  | 7,631  | 3,119   |
| 2014                 | 51,705  | 488    |         |
| 2015                 | 1,268   | 8      |         |
| 2016                 | 45      | N/A    |         |
| 2019                 | 1       | N/A    |         |
| Всього               | 543,385 | 33,760 | 34,912  |
| Всього разом 612,057 |         |        |         |